# 粗瘤鳳凰螺
粗瘤鳳凰螺（学名：Strombus lentiginosus）为鳳凰螺科鳳凰螺屬下的一个种。